# Samuel Hahnemann
Samuel Fridrich Christian Hahnemann (10. dubna 1755 Míšeň – 2. července 1843 Paříž) byl lékař, chemik a překladatel, zakladatel homeopatie.

## Život
Narodil se na předměstí Míšně Triebischvorstadt v Horním Sasku, dnešním Německu jako třetí dítě malíře porcelánu Christiana Gottfrieda Hahnemanna a jeho druhé manželky Johanny Christiany Spieß. Po absolvování městské školy a knížecí školy sv. Afry v Míšni studoval medicínu na univerzitě v Lipsku, odkud na tři semestry odjel na univerzitu do Vídně, kde studoval u Josefa svobodného pána von Quarin, ředitele nemocnice milosrdných bratří. Studia přerušil z existenčních důvodů a ukončil je roku 1779 na univerzitě v Erlangenu. Zprvu se usadil v Hettstedtu.
Roku 1782 se oženil s Johannou Leopoldinou Henriettou Küchlerovou, dcerou lékárníka v Dessau, s níž měl osm dětí a často cestoval.

## Kariéra
Na první praxi knihovníka a osobního lékaře odjel roku 1777 do sídla rakouského místodržitele v Hermannstadtu (Sibiu, česky Sibiň) v Sedmihradsku, kde se zabýval mj. léčením malárie, jíž také sám onemocněl. Tamže vstoupil do zednářské lóže St. Andreas zu den drei Seeblättern a k zednářství se hlásil také v následujících působištích.
Zabýval se lékařskou vědou, experimentoval ve farmakologii a chemii.
Jeho vědecké zájmy a neklidná povaha jej nutily cestovat po různých městech. Vystřídal Hettstedt, Dessau, Gommern u Magdeburgu, v Drážďanech vedl praxi od roku 1785.
Roku 1791 byl povolán do Kurfiřtské akademie věd v Erfurtu, roku 1792 působil v Gothě, dále v Lipsku, Molschlebenu, Göttingenu, Pyrmontu, Wolfenbüttelu, Braunschweigu (1795) a Königslutteru (1796–1799), dále v Altoně a Eilenburgu, Lipsku (1811–1821) a Köthenu (1821–1835).
Od roku 1801 vyvinul nový systém přírodní léčby, tzv. homeopatii. Působil jako osobní lékař významných knížecích rodin (např. se u něj léčil Karel Filip ze Schwarzenbergu) a homeopat v Německu. Roku 1835 odjel do Francie, v Paříži působil až do své smrti.